# Kecamatan Pulaupanggung
Kecamatan Pulaupanggung är ett distrikt i Indonesien.   Det ligger i provinsen Lampung, i den västra delen av landet, 270 km väster om huvudstaden Jakarta.